# Skeleton nos Jogos Olímpicos de Inverno de 1948
O skeleton retornou ao programa olímpico nos Jogos Olímpicos de Inverno de 1948. Sua última aparição havia sido também em Saint Moritz 1928, mesma cidade que sediou os Jogos em 1948. Consistiu de uma prova masculina com a participação de 15 competidores.
Jack Heaton, dos Estados Unidos da América, voltou a conquistar a medalha de prata vinte anos após a última edição olímpica do skeleton.

## Medalhistas
| Ouro   | ITA Nino Bibbia   |
| Prata  | USA John Heaton   |
| Bronze | GBR John Crammond |

## Resultados
| Pos.   | Atleta                    | Corrida 1    | Corrida 2    | Corrida 3    | Corrida 4 | Corrida 5 | Corrida 6 | Total  | Dif.  |
| ------ | ------------------------- | ------------ | ------------ | ------------ | --------- | --------- | --------- | ------ | ----- |
| Ouro   | ITA Nino Bibbia           | 0:48.8       | 0:47.6       | 0:47.6       | 0:59.5    | 1:00.2    | 1:00.3    | 5:23.2 | —     |
| Prata  | USA John Heaton           | 0:48.1       | 0:47.4       | 0:47.7       | 1:00.0    | 1:00.2    | 1:01.2    | 5:24.6 | +1.4  |
| Bronze | GBR John Crammond         | 0:47.4       | 0:47.7       | 0:47.9       | 1:00.9    | 1:00.9    | 1:00.3    | 5:25.1 | +1.9  |
| 4      | USA William Martin        | 0:47.8       | 0:49.2       | 0:48.2       | 1:00.7    | 1:01.6    | 1:00.5    | 5:28.0 | +4.8  |
| 5      | SUI Gottfried Kägi        | 0:48.9       | 0:48.8       | 0:48.7       | 1:00.8    | 1:01.6    | 1:01.1    | 5:29.9 | +6.7  |
| 6      | GBR Richard Bott          | 0:48.3       | 0:48.9       | 0:49.2       | 1:01.5    | 1:01.4    | 1:01.4    | 5:30.7 | +7.5  |
| 7      | GBR James Coats           | 0:48.8       | 0:48.7       | 0:49.0       | 1:02.3    | 1:01.7    | 1:01.4    | 5:31.9 | +8.7  |
| 8      | USA Fairchilds Maccarthy  | 0:48.8       | 0:48.3       | 0:49.4       | 1:03.6    | 1:02.7    | 1:02.7    | 5:35.5 | +12.3 |
| 9      | GBR Thomas Clarke         | 0:49.7       | 0:49.9       | 0:49.3       | 1:03.5    | 1:03.8    | 1:02.8    | 5:39.0 | +15.8 |
| 10     | USA C. William Johnson    | 0:47.7       | 0:48.4       | 0:48.0       | DNS       | DNS       | DNS       | —      | —     |
| 11     | SUI Milo Bigler           | 0:48.4       | 0:48.4       | 0:48.7       | DNS       | DNS       | DNS       | —      | —     |
| 12     | SUI Dialma Balsegia       | 0:49.2       | 0:49.0       | 0:48.6       | DNS       | DNS       | DNS       | —      | —     |
| 13     | FRA William Hirigoyen     | 0:52.7       | 0:49.9       | 0:51.0       | DNS       | DNS       | DNS       | —      | —     |
|        | SUI Christian Fischbacher | desconhecido | desconhecido | desconhecido | DNS       | DNS       | DNS       | —      | —     |
|        | AUT Hugo Kuranda          | desconhecido | desconhecido | desconhecido | DNS       | DNS       | DNS       | —      | —     |

- Legenda: DNS - não competiu (did not start).